# 康塞普申島國家公園
23°29′N 75°03′W / 23.48°N 75.05°W

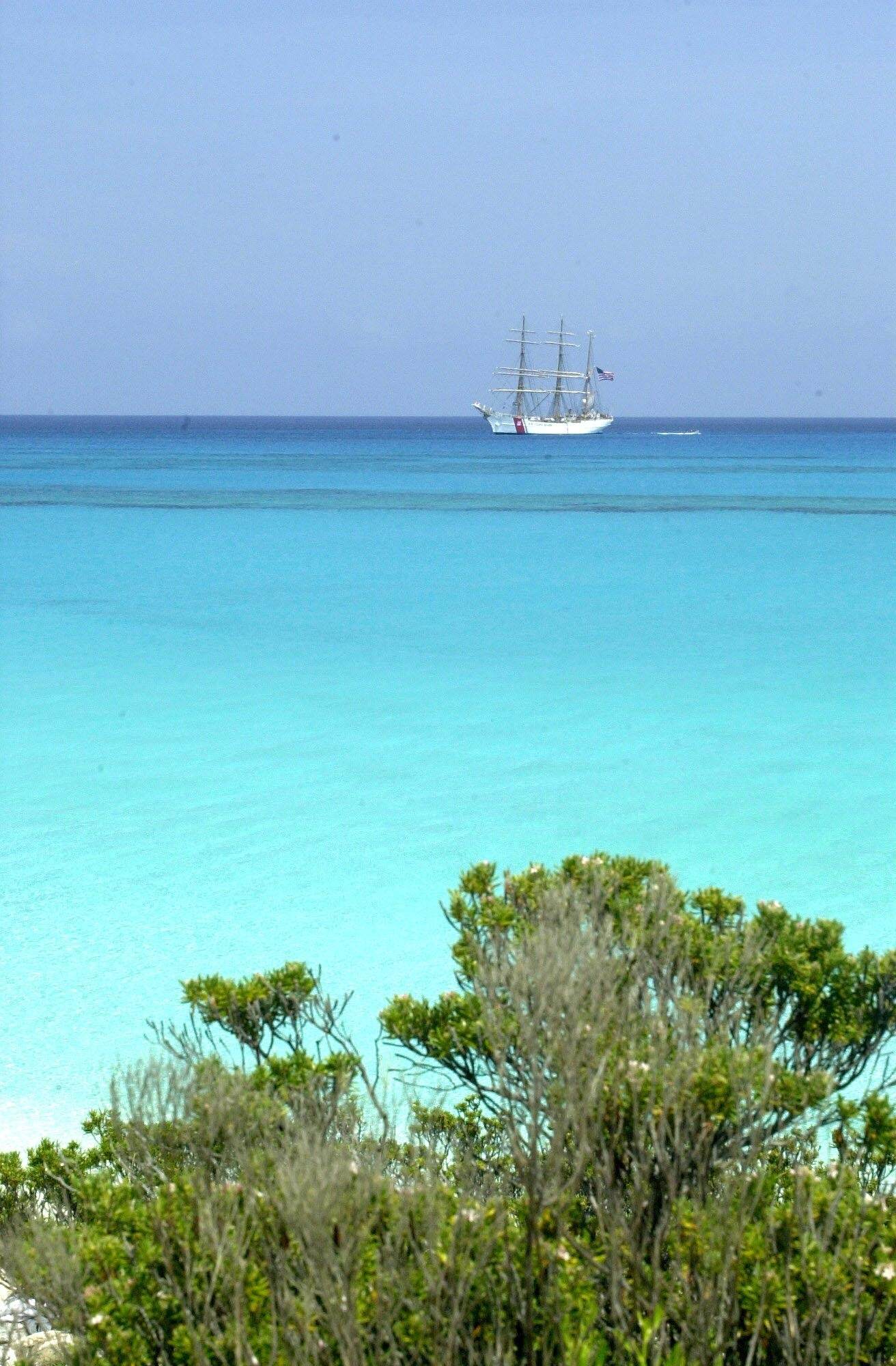

康塞普申島國家公園是巴拿馬的國家公園，位於康塞普申島，面積8平方公里，始建於1964年，最高點海拔高度20米，是綠海龜的重要築巢地，有多種候鳥到訪。